# Rogów (powiat zamojski)
Rogów – wieś w Polsce położona w województwie lubelskim, w powiecie zamojskim, w gminie Grabowiec.
W latach 1975–1998 miejscowość należała administracyjnie do województwa zamojskiego.
Wieś jest sołectwem w gminie Grabowiec. Według Narodowego Spisu Powszechnego z roku 2011 wieś liczyła 203 mieszkańców.
Wierni Kościoła rzymskokatolickiego należą do parafii Matki Bożej Królowej Polski w Świdnikach

## Historia
Wieś notowana od 1394 roku

W roku 1424 w drodze zamiany za część wsi Zaborzec  znalazła się w rękach Stanisława z Falęcina który jeszcze w 1436 roku był jej dziedzicem.
Według ksiąg poborowych z 1564 roku wieś podzielona była na 7 części należących do rodów Rogowskich i Danileckich.
Według spisu z 1827 r. wieś liczyła 32 domy ze 180 mieszkańcami, zaś wg spisu z r. 1921 (wówczas w podległości administracyjnej gminy Miączyn) tylko 30 domów oraz 182 mieszkańców, w tym 9 Ukraińców.